# Theridion dilutum
Theridion dilutum är en spindelart som beskrevs av Claude Lévi 1957. Theridion dilutum ingår i släktet Theridion och familjen klotspindlar. Inga underarter finns listade i Catalogue of Life.